# Jamwonus
Jamwonus is een kevergeslacht uit de familie van de boktorren (Cerambycidae). De wetenschappelijke naam van het geslacht werd voor het eerst geldig gepubliceerd in 1879 door Harold.

## Soorten
Jamwonus is monotypisch en omvat slechts de volgende soort:
- Jamwonus subcostatus Harold, 1879